# Iveco Tector

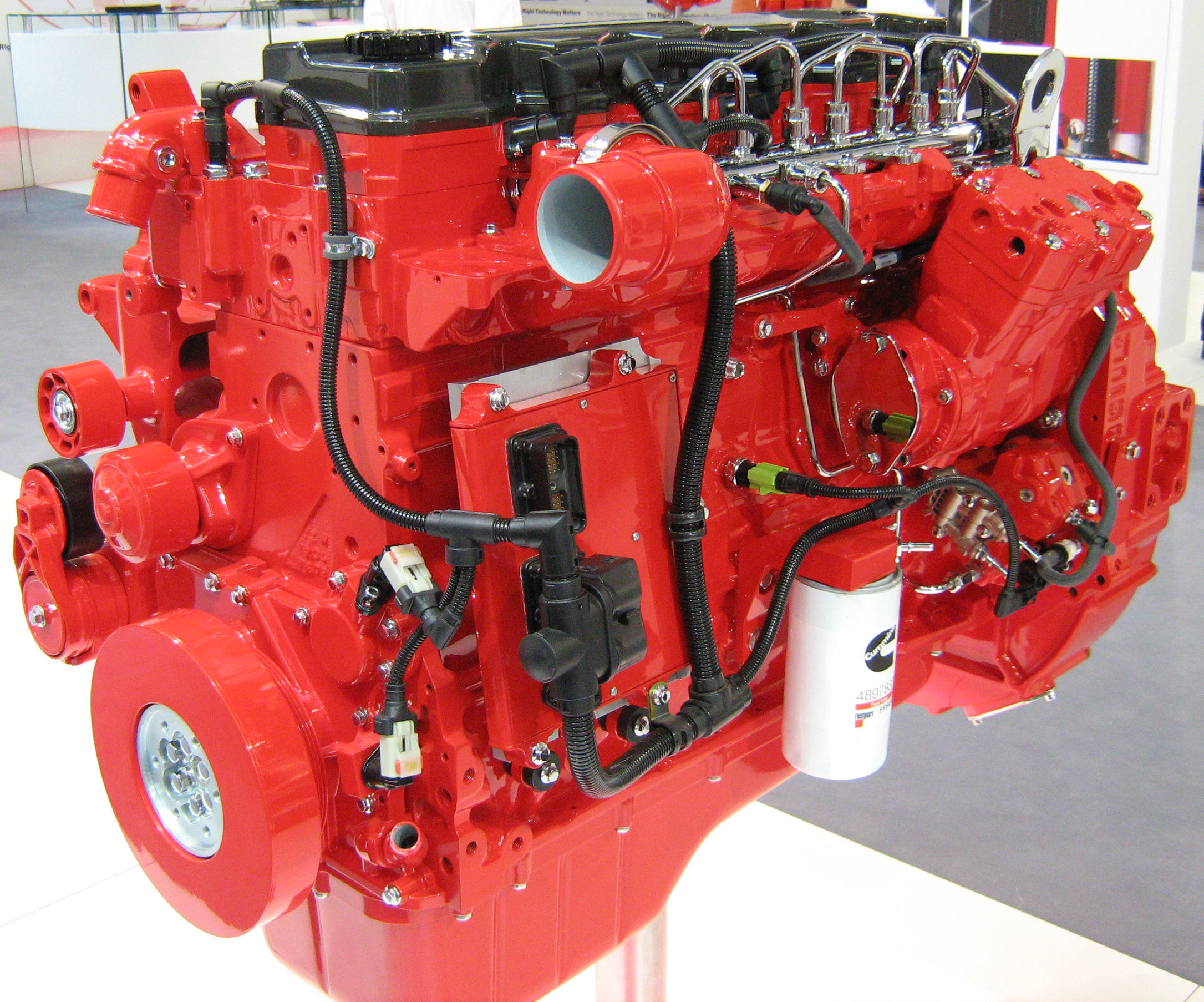
Cummins ISB на базе агрегатов Iveco Tector

Iveco Tector — дизельный двигатель внутреннего сгорания, выпускаемый итальянской компанией Iveco S.p.a. с 2000 года. Впервые был представлен на Iveco EuroCargo, который с 2000 года выпускается в Южной Америке. Также двигатель устанавливается на автомобили мелкоузловой сборки в Венесуэле. Кроме того, под индексом Tector с 2002 года выпускаются грузовые автомобили.

## Устройство двигателя
- Цилиндров: 4—6
- Common-Rail
- Клапанов на цилиндр: 4
- Распределительный вал (OHV)
- Турбонаддув с регулировочным клапаном

## Технические характеристики
| Модель                        | Конфигурация               | Годы производства | Тип двигателя                                           | Объём (см³)                   | Мощность (л. с.) при об/мин | Крутящий момент (Н*м) при об/мин | Длина/Ширина/Высота/Колёсная база (мм) | Масса (т)      |
| ----------------------------- | -------------------------- | ----------------- | ------------------------------------------------------- | ----------------------------- | --------------------------- | -------------------------------- | -------------------------------------- | -------------- |
| EuroCargo (Латинская Америка) | грузовик/тягач 4x2—6x2—6x4 | 1995—2010         | Fiat 8040.45/8060.45B — FPT Industrial Tector F4AE0681D | 3.907 — 5.861 — 4.500 — 5.880 | 140—177—206—210 при 2.500   | 650/720 при 1.200/2.100          | 3.610/4.100/4.735/5.095                | 15,0/27,0/40,0 |
| Tector 150E21                 | грузовик 4x2               | с 2013            | FPT N45                                                 | 4.500                         | 206 при 2.500               | 720 при 1.350/2.100              | 3.610/4.100/4.735/5.095                | 15,0/27,0      |
| Tector 170E22/25              | грузовик/тягач 4x2         | с 2008            | FPT NEF6                                                | 5.880                         | 210/250 при 2.500           | 680/950 при 1.200/1.950          | 3.690/4.185/4.815/5.175/5.670          | 17,0 — 40,0    |
| Tector 170E22/25T             | тягач 4x2                  | с 2008            | FPT NEF6                                                | 5.880                         | 210/250 при 2.500           | 680/950 при 1.200/1.950          | 3.690                                  | 40,0           |
| Tector 240E25                 | грузовик/тягач 6x2         | с 2008            | FPT NEF6                                                | 5.880                         | 250 при 2.500               | 950 при 1.200/1.950              | 3.690/4.815/5.175/5.670                | 25,0 — 33,0    |
| Tector 260E25                 | грузовик/тягач 6x4         | с 2013            | FPT F4AEE681F                                           | 5.880                         | 250 при 2.500               | 950 при 1.200/1.950              | 3.690+1.360/4.815+1.360                | 27,0 — 42,0    |
| Tector 170E28                 | грузовик 4x2               | с 2008            | FPT NEF6                                                | 5.880                         | 250 при 2.500               | 950 при 1.200/1.950              | 3.690/5.175/5.670                      | 17,0           |
| Tector 170E22                 | грузовик/тягач 4x2         | с 2013            | FPT NEF6                                                | 5.880                         | 218 при 2.700               | 680 при 1.200/2.100              | 3.690/4.185/4.815                      | 17,0 — 33,0    |
| Tector 240E28                 | грузовик/тягач 6x2         | с 2008            | FPT NEF6                                                | 5.880                         | 280 при 2.500               | 950 при 1.200/1.950              | 3.690/4.815/5.175/5.670                | 23,0 — 33,0    |
| Tector 260E28                 | грузовик/тягач 6x4         | с 2008            | FPT NEF6                                                | 5.880                         | 280 при 2.500               | 950 при 1.200/1.950              | 3.690/4.815                            | 23,0 — 42,0    |
| Tector 240E22                 | грузовик/тягач 6x2         | с 2013            | FPT NEF6                                                | 5.880                         | 218 при 2.700               | 680 при 1.200/2.100              | 3.690/4.815                            | 23,0 — 33,0    |

## Галерея

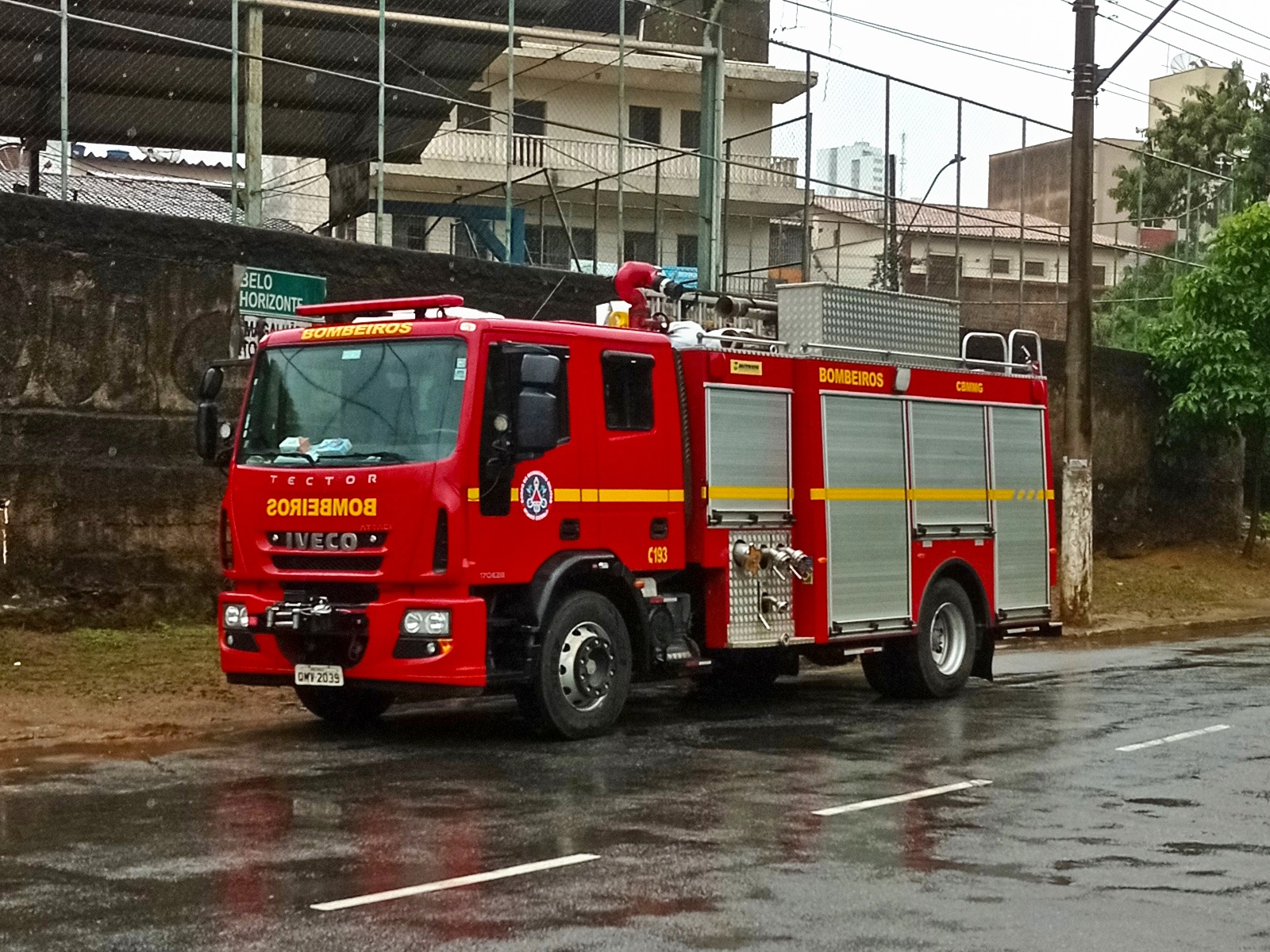
Пожарный автомобиль
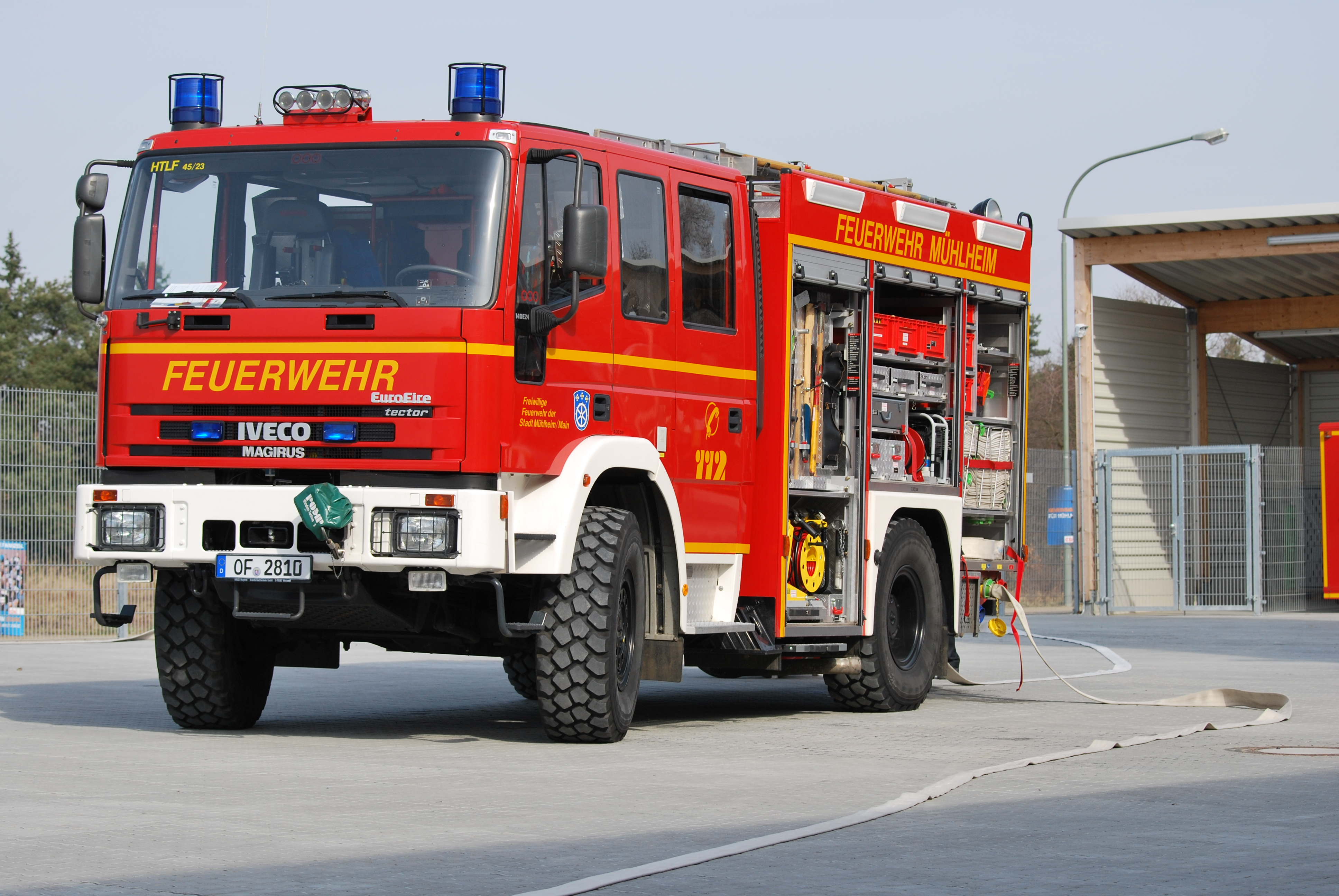
Iveco Eurofire
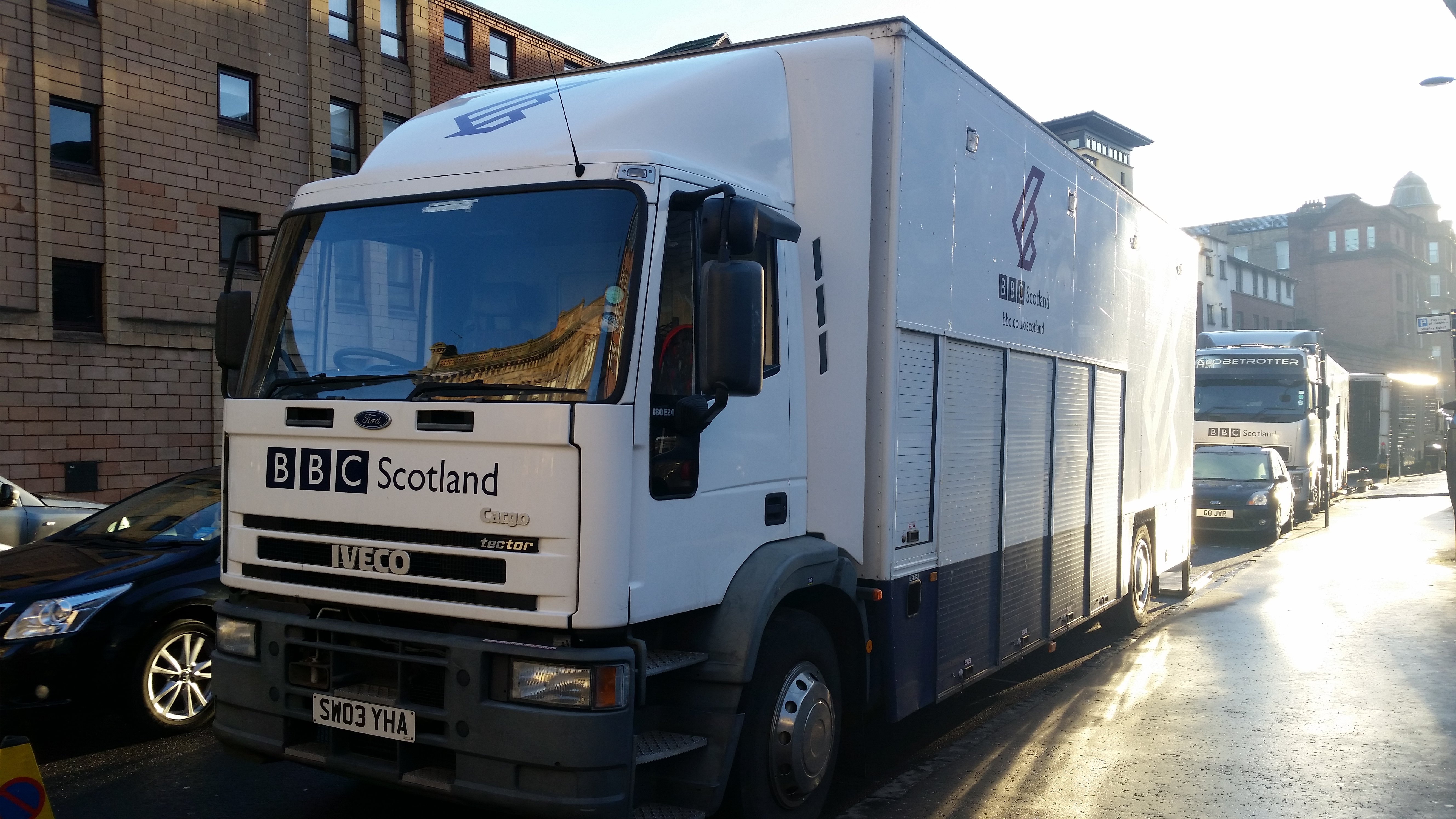
Iveco EuroCargo
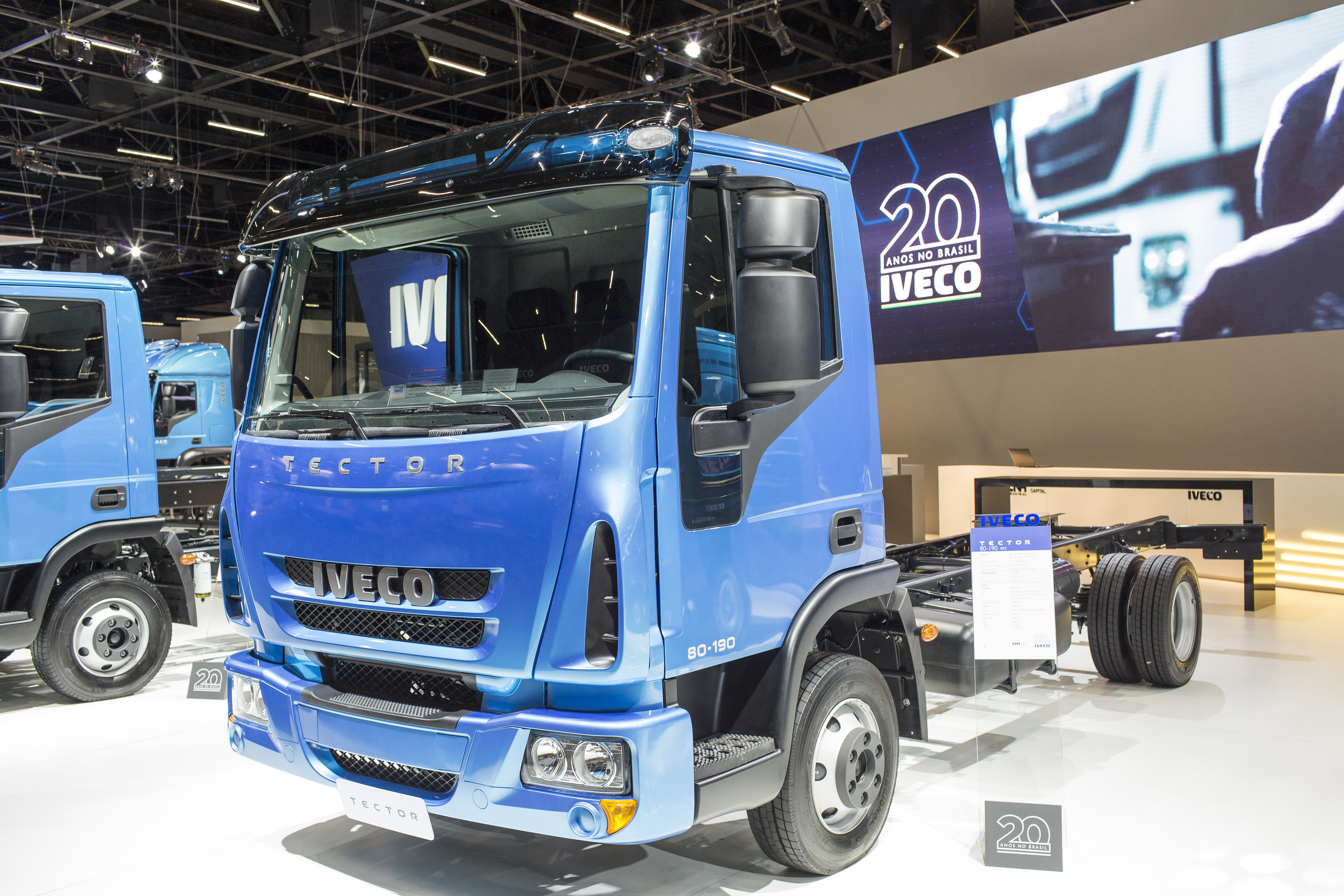
Iveco EuroCargo грузоподъёмностью от 8 до 11 тонн
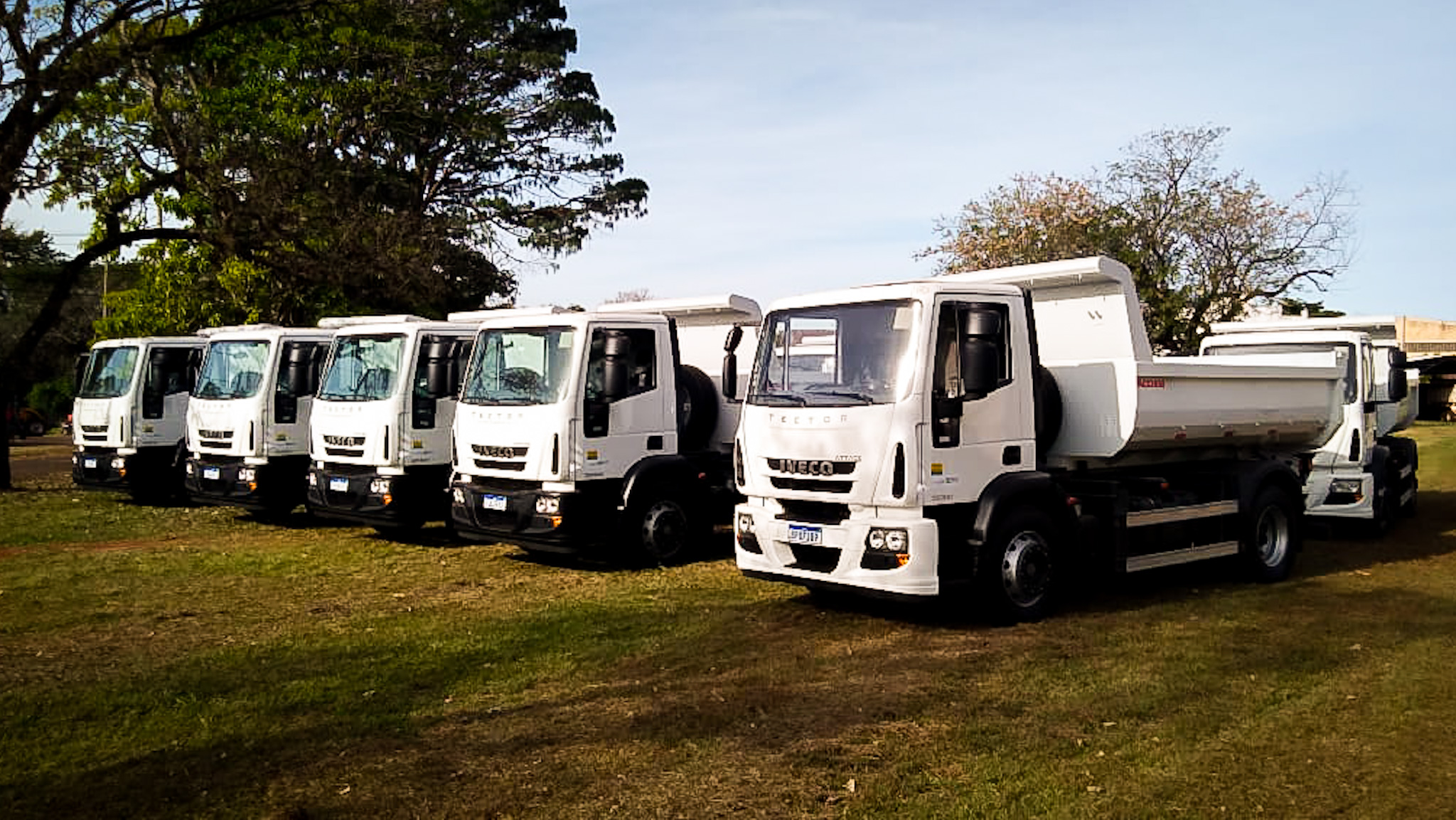
Колонна самосвалов в Сан-Паоло
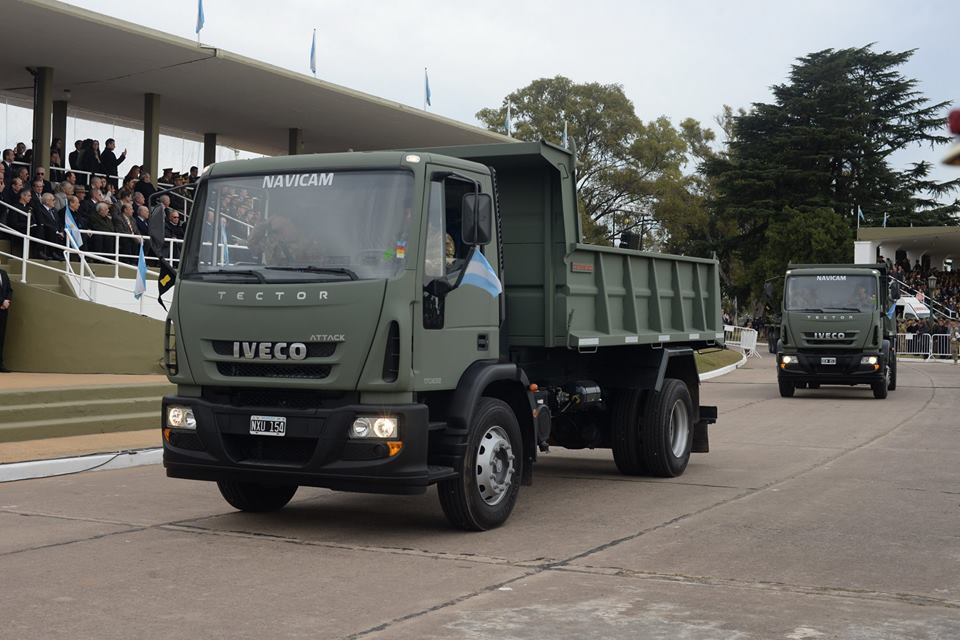
Самосвал